# Daniel Whitehouse
Daniel Whitehouse (Manchester, 12 januari 1995) is een Engels wielrenner die sinds 2025 rijdt voor St George Continental Cycling Team.

## Biografie
Whitehouse werd geboren in Engeland maar verhuisde naar Nieuw-Zeeland toen hij vijf jaar oud was. Hier verkreeg hij een Nieuw-Zeelandse licentie, waardoor hij deel mocht nemen aan de nationale kampioenschappen van dat land. In 2016 verkreeg hij een Britse licentie.
In de eerste editie van de Ronde van Flores won Whitehouse de tweede etappe, waardoor hij de leiderstrui overnam van Jason Christie. Deze leiderstrui wist hij in de rest van de wedstrijd te behouden, waardoor hij de eerste winnaar van de Indonesische 2.2-koers werd.
Zes dagen na zijn overwinning op Flores nam Whitehouse deel aan de Ronde van Japan, een 2.1-koers. In de zesde etappe, een 11,4 kilometer korte klimetappe op Mount Fuji, eindigde hij als vierde. Hierdoor kwam hij op diezelfde plaats in het algemeen klassement en nam hij de leiding in het jongerenklassement over van Daniel Jaramillo. Zijn positie kwam in de laatste twee etappes niet meer in gevaar, waardoor Whitehouse het jongerenklassement op zijn naam schreef. Tweeënhalve week later werd hij twaalfde op het nationale kampioenschap tijdrijden voor beloften, waar hij bijna twee minuten langzamer was dan winnaar Scott Davies. 
In 2017 won Whitehouse de eerste etappe van de Ronde van de Filipijnen door solo als eerste over de finish te komen. Hierdoor mocht hij de volgende dag in de gele leiderstrui starten. Die leiderstrui hield hij lang om zijn schouders, maar na de laatste etappe moest hij deze afstaan aan de Australiër Jai Crawford. Whitehouse eindigde als tweede in het algemeen klassement, maar won wel de witte trui als beste jongere. Zijn contract bij het Maleisische Terengganu Cycling Team werd eind juni beëindigd, waarna hij namens clubteam CCN Cycling Team deelnam aan de Ronde van Flores. Zijn titel kon hij, mede door ziekte tijdens de eerste twee etappes, niet met succes verdedigen. Dankzij drie podiumplaatsen (tweemaal tweede, één overwinning) en een vierde plaats in de overige vier etappes eindigde hij op plek zes in het algemeen klassement, met een achterstand van ruim dertien minuten op winnaar Thomas Lebas. In het bergklassement werd hij, met elf punten minder dan Edgar Nohales, tweede. In november nam hij, wederom namens CCN, deel aan de Ronde van Singkarak. In de tweede etappe bleef hij Khalil Khorshid en Ghader Mizbani drie seconden voor, waardoor hij de rit op zijn naam schreef. Na de vijfde etappe, waarin hij derde werd, nam hij de leiderstrui over van Mizbani. Drie dagen later nam Khorshid de leiderstrui van hem over. Uiteindelijk werd Whitehouse tweede in het algemeen klassement, met een achterstand van 48 seconden op Khorshid.
Voor het seizoen 2018 tekende Whitehouse een contract bij Interpro Stradalli Cycling. In de Ronde van Indonesië, die voor het eerst sinds 2011 werd verreden, eindigde hij op de vijfde plaats in het algemeen klassement. Later die maand stond hij aan de start van de Herald Sun Tour. Hier eindigde hij, na vijf ritten, op de zeventiende plaats in het door Esteban Chaves gewonnen algemeen klassement. De twee seizoenen daarna reed hij bij het Ierse EvoPro Racing. Na meerdere jaren van afwezigheid tekende hij eind januari bij het Australische St George Continental Cycling Team.

## Overwinningen
2016
2e etappe Ronde van Flores
Eindklassement Ronde van Flores
Jongerenklassement Ronde van Japan
2017
1e etappe Ronde van de Filipijnen
Jongerenklassement Ronde van de Filipijnen
5e etappe Ronde van Flores
2e etappe Ronde van Singkarak

## Ploegen
- 2014 –  Rapha Condor JLT (vanaf 26-4)
- 2015 –  Team Ukyo
- 2016 –  Terengganu Cycling Team
- 2017 –  Terengganu Cycling Team (tot 22-6)
- 2018 –  Interpro Stradalli Cycling
- 2019 –  EvoPro Racing
- 2020 –  EvoPro Racing
- 2025 –  St George Continental Cycling Team (vanaf 29-1)

Amadori · Eikeland · Etxabe · Hishinuma · Hjorth · Hudry · Ishihara · Lamarre · Mitsuda · K. Mizuno · T. Mizuno · Okubamariam · Rousseau · Shinoda · Vermeulen · Whitehouse
Aitken · Carman · Clark · Cooper · Dutton · Hadden · Henderson · Keast · Kergozou · Panizza · Sessini · Sexton · Short · Trezise · Tsen · Whitehouse